# Léopold Rabinovitch
Pour les articles homonymes, voir Rabinovitch.
Léopold Rabinovitch (Paris 12e, 6 janvier 1922 - Villejuif, 3 juin 2009) est un résistant, membre du groupe « Carmagnole-Liberté » des FTP-MOI.

## Biographie
Léopold Rabinovitch est le fils d’un père juif russe exilé en France et d’une mère venue d'Ukraine (Kamianets-Podilskyï), et le petit-fils d'un important rabbin de la communauté juive de Kovno en Lituanie (aujourd'hui Kaunas). Il  s’engage dès 1940 dans des actions de résistance.
Il distribue des tracts et peint des slogans hostiles à l’occupant allemand et au régime de Vichy sur les murs du XXe arrondissement de Paris dès l’automne 1940. Recherché par la police, il quitte Paris avec son frère et passe en zone libre.
En novembre 1942, après l'occupation de la zone Sud par l’armée allemande, Léopold Rabinovitch et son frère, Léon Rabinovitch, qui avaient rallié l’U.J.J. (l’Union des Jeunes Juifs) formée à Lyon à l’automne 41 et qui recrutait principalement dans les familles de Juifs immigrés, rejoignent le détachement naissant de la région lyonnaise, groupe Carmagnole-Liberté des FTP-MOI qui opérait sur Lyon et Grenoble, et dont il fait partie des créateurs.
Léopold Rabinovitch, son frère Léon, et les résistants du réseau Carmagnole effectuent plus de 450 attaques ou sabotages contre les Allemands (actions contre des usines, attaques directes contre les troupes d’occupation, sabotages de dépôts ferroviaires, contre des garages et des dépôts allemands).
À la suite de l'arrestation de son camarade Simon Frid, Léopold Rabinovitch est arrêté le 14 août 1943, place Bellecour, lors d'un rendez-vous avec son frère Léon. Simon Frid est guillotiné le 4 décembre 1943, Léopold et Léon sont condamnés à la réclusion (Léopold à perpétuité) en décembre 1943 et transférés au centre de détention d’Eysses, bagne vichyssois, à Villeneuve-sur-Lot.
Le 19 février 1944, Léopold Rabinovitch y participe à une tentative d'évasion collective de résistants de diverses obédiences (notamment gaullistes et communistes) qui échoue. 
Le 30 mai 1944, plusieurs compagnies de S.S. de la 2e division SS Das Reich investissent la Centrale d’Eysses avec l’approbation de Vichy. Léopold Rabinovitch et son frère Léon sont transférés au Camp de Royallieu.
Léopold Rabinovitch est déporté du camp de Royallieu (Compiègne) par le convoi du 18 juin 1944 à destination du camp de concentration de Dachau.
Léopold Rabinovitch s'évade avec un camarade de déportation, paysan aveyronnais, lors d'un transfert de déportés le 28 avril 1945.
Le 3 juin 2019, dix ans après sa disparition, la ville de Paris a rendu hommage à Léopold Rabinovitch, par le dévoilement d'une plaque commémorative sur l'immeuble où il habita.

## Décorations
- Croix de guerre 1939–1945 avec palme, décret du 01/10/1949
- Médaille de la déportation et de l'internement pour faits de Résistance, 18/04/1953
- Médaille militaire N°774862 du 05/06/1956
- Croix du combattant volontaire de la Résistance, N° 366979, 18/12/1961
- Officier de la Légion d'honneur, décret du 04/11/1982
- Médaille de reconnaissance de la Nation, 10/04/2001
- Médaille des évadés, 23/07/2001

## Famille
- Il est le frère du résistant Léon Rabinovitch.
- Son cousin, Benjamin Jourist, arrêté à Paris le 11 juin 1941 pour "activités antinationales". Condamné à 18 mois de prison par la section spéciale de Paris pour infraction au décret du 26 septembre 1939 sur la dissolution du Parti communiste, Benjamin Jourist fut détenu au camp de Choisel à Châteaubriant et fusillé par les Allemands le 14 mai 1942 à la Maison centrale de Clairvaux (Ville-sous-la-Ferté, Aube)[7].
- Son fils est le philosophe Gérard Rabinovitch.
- Il est l'oncle du médecin Michel Rabinovitch, de l'artiste peintre Catherine Rabinovitch, de l'actrice metteur en scène Valerie Rabinovitch Berger.